# Gert Jonke
Gert Jonke (opr. Gert Friedrich Jonke) (født 8. februar 1946 i Klagenfurt, død 4. januar 2009 i Wien) var en østrigsk lyriker, dramatiker, fortæller og hørespilsforfatter.

## Liv
Gert Jonke gik på det humanistiske gymnasium og Musikkonservatoriet i Kärnten i fødebyen Klagenfurt. Efter aftjening af værnepligt studerede han fra 1966 germanistik, historie, filosofi og musikvidenskab på Wien Universitet og var endvidere på Akademiet for Film og Musik i Wien. 1970 var han medarbejder ved hørespilafdelingen ved Süddeutsche Rundfunk. I 1971 drog han med et stipendium til Vestberlin, hvor han opholdt sig i fem år. Der fulgte et ét-årigt ophold i London, en større rejse i sydøst-Asien og derefter Sydamerika. Fra 1978 vendte Jonke tilbage til Østrig, hvor han levede i Wien som forfatter. I 1977 fik han den betydende tyske litteraturpris Ingeborg Bachmann Prisen og i 1987 fik han den østrigske litterære anerkendelsespris (Österreichische Würdigungspreis für Literatur).
Jonkes stil tog udgangspunkt i den sprogkritiske eksperimentelle litteraur og han var under indflydelse af teknikker og skrivemåder fra konkret poesi og var samfundskritisk. 
Jonke var lærer ved Vienna Poetry Academy/Schule für Dichtung og medlem af en række litterære interesseorganisationer i Østrig. Hans værker omfatter fortællinger, romaner, essays, drama, filmmanuskripter og hørespil.
Jonke døde den 4. januar 2009 efter længere tids kræftsygdom.

## Udmærkelser
- 1977 Ingeborg Bachmann Prisen
- 1980 Legat fra Marburger Literaturpreis
- 1984 Steiermarks manuskript-pris
- 1987 Den østrigske litterære anerkendelsespris
- 1988 Preis der Frankfurter Autorenstiftung
- 1990–1993 Robert Musil-stipendium
- 1991 Internationaler Bodensee-Kulturpreis
- 1993 Würdigungspreis der Stadt Wien
- 1994 Anton-Wildgans-prisen
- 1997 Erich-Fried-prisen
- 1997 Franz-Kafka-Literaturpreis
- 1998 Berliner Literaturpreis
- 2002 Großer Österreichischer Staatspreis für Literatur
- 2003 Nestroy-Theaterpreis Bedste forfatter for Chorphantasie
- 2005 Kleistprisen
- 2006 Arthur-Schnitzler-prisen
- 2006 Nestroy-Theaterpreis Bedste forfatter for Die versunkene Kathedrale
- 2008 Nestroy-Theaterpreis Bedste forfatter for Freier Fall

## Værker
- Geometrischer Heimatroman. Frankfurt am Main 1969
- Beginn einer Verzweiflung. Salzburg 1970
- Glashausbesichtigung. Frankfurt am Main 1970
- Musikgeschichte. Literarisches Colloquium, Berlin 1970
- Die Vermehrung der Leuchttürme. Suhrkamp, Frankfurt am Main 1971
- Die Hinterhältigkeit der Windmaschinen oder Ein Schluck Gras löscht jeden Durst im Inland und im Ausland auch. Suhrkamp, Frankfurt am Main 1972
- Im Inland und im Ausland auch. Suhrkamp, Frankfurt am Main 1974
- Schule der Geläufigkeit. Suhrkamp, Frankfurt am Main 1977
- Der ferne Klang. Residenz-Verlag, Salzburg u. a. 1979
- Die erste Reise zum unerforschten Grund des stillen Horizonts. Salzburg [u. a.] 1980
- Erwachen zum großen Schlafkrieg. Residenz-Verlag, Salzburg u. a. 1982
- Schwarzbuch. Klagenfurt 1984 (sammen med Sepp Schmölzer)
- Der Kopf des Georg Friedrich Händel. Residenz-Verlag, Salzburg u. a. 1988
- Sanftwut oder Der Ohrenmaschinist. Residenz-Verlag, Salzburg u. a. 1990
- Opus 111. Verlag der Autoren, Frankfurt am Main 1993
- Stoffgewitter. Residenz-Verlag, Salzburg u. a. 1996
- Das Verhalten auf sinkenden Schiffen. Residenz-Verlag, Salzburg u. a. 1997 (sammen med Ilse Aichinger)
- Es singen die Steine. Residenz-Verlag, Salzburg u. a. 1998
- Himmelstraße – Erdbrustplatz oder Das System von Wien. Residenz-Verlag, Salzburg u. a. 1999
- Insektarium. Jung und Jung, Salzburg 2001
- Chorphantasie. Literaturverlag Droschl, Graz u. a. 2003
- Redner rund um die Uhr. Jung und Jung, Salzburg u. a. 2003
- Klagenfurt. (zusammen mit Siegfried Gutzelnig), Heyn, Klagenfurt 2004
- Strandkonzert mit Brandung. Georg Friedrich Händel. Anton Webern. Lorenzo da Ponte. Salzburg: Jung und Jung, 2006.

### Teaterstykker
- Damals vor Graz, premiere på Forum Stadtpark Graz 1989
- Die Hinterhältigkeit der Windmaschinen
- Sanftwut oder Der Ohrenmaschinist, Theatersonate, premiere på Styriate Graz 1990
- Opus 111, premiere på Volkstheater Wien 1993
- Gegenwart der Erinnerung, premiere på Volkstheater Wien 1995
- Es singen die Steine, premiere på Stadttheater Klagenfurt 1998
- Insektarium, premiere på Volkstheater Wien 1999
- Die Vögel, premiere på Volkstheater Wien 2002.
- Chorphantasie, premiere på heater Graz, 2003
- Redner rund um die Uhr, premiere på Semper-Depot Wien, 2004
- Seltsame Sache, premiere på Ruhrtriennale september 2005
- Die versunkene Kathedrale, premiere på Burgtheater september 2005
- Sanftwut oder Der Ohrenmaschinist, Førsteopførelse i døvesprog med den døve skuespiller Werner Mössler, Theater des Augenblicks Wien marts 2006

### Libretto
- Volksoper. Musik: Dieter Kaufmann. Wien: Theater an der Wien, 1984.

### Hørespil
- Der Dorfplatz, 1969
- Damals vor Graz, 1970
- Glashausbesichtigung, 1970
- Es gab Erzählungen, Erzählungen und Erzählungen, 1971
- Die Schreibmaschinen, 1972
- Wiederholung eines Festes, 1975
- Schule der Geläufigkeit, 1976
- Klavierstück, 1976
- Hörfunkenflug, 1979
- Im Schatten der Wetterfahne, 1986
- Sanftwut oder Der Ohrenmaschinist, 1992
- Opus 111, 1993